# Globalization (album de Pitbull)
Albums de Pitbull
International Takeover
(2013) Dale
(2015)
Singles
1. Wild Wild Love
Sortie : 25 février 2014
2. We Are One (Ole Ola)
Sortie : 15 avril 2014
3. Fireball
Sortie : 23 juillet 2014
4. Celebrate
Sortie : 18 octobre 2014
5. Time of Our Lives
Sortie : 17 novembre 2014
6. Fun
Sortie : 21 avril 2015

Globalization est le huitième album studio de Pitbull, sorti le 21 novembre 2014.
L'album s'est classé 3e au Top Rap Albums et 18e au Billboard 200. 

## Liste des titres
| No  | Titre                                                                                                | Contient un (des) sample(s) de                                                                           | Durée |
| --- | --- | --- | ----- |
| 1.  | Ah Leke (feat Sean Paul – Produit par JMIKE)                                                         | Passinho Do Volante (Ah! Lelek Lek Lek) de MC Federado et Os Lele                                        | 3:04  |
| 2.  | Fun (feat Chris Brown – Produit par The Monsters and the Strangerz et Jason Evigan)                  | | 3:22  |
| 3.  | Fireball (feat John Ryan – Produit par Ricky Reed, Axident, John Ryan et Joe London)                 | Crash Goes Love (Yell Apella) de Loleatta Holloway                                                       | 3:56  |
| 4.  | Time of Our Lives (feat Ne-Yo – Produit par Dr. Luke, Cirkut et Lifted)                              | Fate de Chaka Khan Back That Azz Up (Back That Thang Up) de Juvenile featuring Mannie Fresh et Lil Wayne | 3:49  |
| 5.  | Celebrate (Produit par DJ Frank E et Andrew Cedar)                                                   | I Just Want to Celebrate de Rare Earth                                                                   | 3:12  |
| 6.  | Sexy Beaches (feat Chloe Angelides – Produit par Dr. Luke et Cirkut)                                 | | 3:57  |
| 7.  | Day Drinking (feat Heymous Molly – Produit par Reed, Axident, Ryan et London)                        | | 3:08  |
| 8.  | Drive You Crazy (feat Jason Derulo et Juicy J – Produit par Dr. Luke et Cirkut)                      | | 3:50  |
| 9.  | Wild Wild Love (feat G.R.L. – Produit par Dr. Luke, Max Martin, Cirkut et A.C.)                      | | 3:23  |
| 10. | This Is Not a Drill (feat Bebe Rexha – Produit par Tim « One Love » Sommers)                         | | 3:25  |
| 11. | We Are One (feat Jennifer Lopez et Claudia Leitte – Produit par Dr. Luke, Cirkut et Thomas Troelsen) | | 3:42  |

| 12. | Fireball (Jump Smokers Remix) (featuring John Ryan – Produit par Reed, Axident, Ryan, London et Jump Smokers) |  |
| 13. | Fireball (DJ Noodles Remix) (featuring John Ryan – Produit par Reed, Axident, Ryan, London et DJ Noodles)     |  |